# Katolička crkva u Straži
Crkva u Straži je rimokatolička filijalna crkva.

## Povijest
Pripada župi sv. Leopolda Bogdana Mandića u Dragunji Donjoj. Župljani ove župe su većinom Hrvati katolici. Zaštitnik župe Dragunja je sv. Leopold Bogdan Mandić i slavi se 12. svibnja. Župa Dragunja je osnovana 1985.godine izdvajanjem iz župe Breške. Crkva je izgrađena i zbog udaljenosti i slabe prometne povezanosti sa sjedištem župe. Put je loš, krivudav, s mnogo uzbrdica, izranjavan klizištima. Vjernicima u filijalama zato je teško bilo ići u župnu crkvu. Župnik je uveo euharistiju utorkom u crkvi u Straži. Zbog kamene podloge sela, nije bilo problema s klizištima kao u sjedištu župe.

## Vanjske poveznice
- Fotografija crkve u Straži